# Club Natació Sabadell (pallanuoto femminile)
Il Club Natació Sabadell è la squadra femminile di pallanuoto dell'omonima società polisportiva spagnola di Sabadell, nei pressi di Barcellona. È una delle squadre più titolate di tutta la Spagna. Nel suo palmarès internazionale vanta sette Coppe dei Campioni e cinque Supercoppe d'Europa. A livello nazionale ha vinto ventuno scudetti, diciotto Coppe della Regina e dodici Supercoppe di Spagna.

## Storia
La squadra ottenne i suoi primi successi a partire dal 2000, affermandosi come il club più vincente in Spagna nel primo ventennio del XXI Secolo.
Ha vinto la sua prima Eurolega (all'epoca denominata Champions Cup) nel 2011, battendo in finale l'Orizzonte Catania. Non riuscì a vincere la Supercoppa d'Europa, poiché perse contro la Pro Recco.
Vinse l'Eurolega nel 2013, nel 2014, nel 2016, nel 2019, nel 2023 e nel 2024, oltre a disputare altre tre finali nel 2015, nel 2017 e nel 2022.
Molte pallanuotiste di caratura internazionale hanno fatto parte del Sabadell. Otto di queste hanno preso parte ai Giochi olimpici estivi: Maica García, Matilde Ortiz, Laura Ester, Anni Espar e Pilar Peña (Londra 2012 e Rio de Janeiro 2016), Jennifer Pareja (Londra 2012) e Clara Espar e Judith Forca (Rio de Janeiro 2016).

## Squadra Femminile

### Rosa 2025-2026
| N° |                   | Ruolo | Giocatore           |
| -- | ----------------- | ----- | ------------------- |
|    | Spagna (bandiera) | P     | Mar Carrasco        |
|    | Spagna (bandiera) | P     | Laura Ester         |
|    | Spagna (bandiera) |       | Alejandra Aznar     |
|    | Spagna (bandiera) |       | Irene Casado        |
|    | Spagna (bandiera) |       | Maria Del Pino Diaz |
|    | Spagna (bandiera) |       | Judith Forca        |
|    | Spagna (bandiera) |       | Maica García Godoy  |
|    | Spagna (bandiera) |       | Irene Gonzalez      |

| N° |                        | Ruolo | Giocatore                |
| -- | ---------------------- | ----- | ------------------------ |
|    | Spagna (bandiera)      |       | Kenya Jimenez Mayar      |
|    | Spagna (bandiera)      |       | Ona Jurado Trias         |
|    | Paesi Bassi (bandiera) |       | Maartje Keuning          |
|    | Spagna (bandiera)      |       | Paula Leiton             |
|    | Spagna (bandiera)      |       | Beatriz Ortiz            |
|    | Spagna (bandiera)      |       | Matilde Ortiz            |
|    | Spagna (bandiera)      |       | Maria Cristina Solo Solo |
|    | Paesi Bassi (bandiera) |       | Sabrina Van Der Sloot    |

## Palmarès

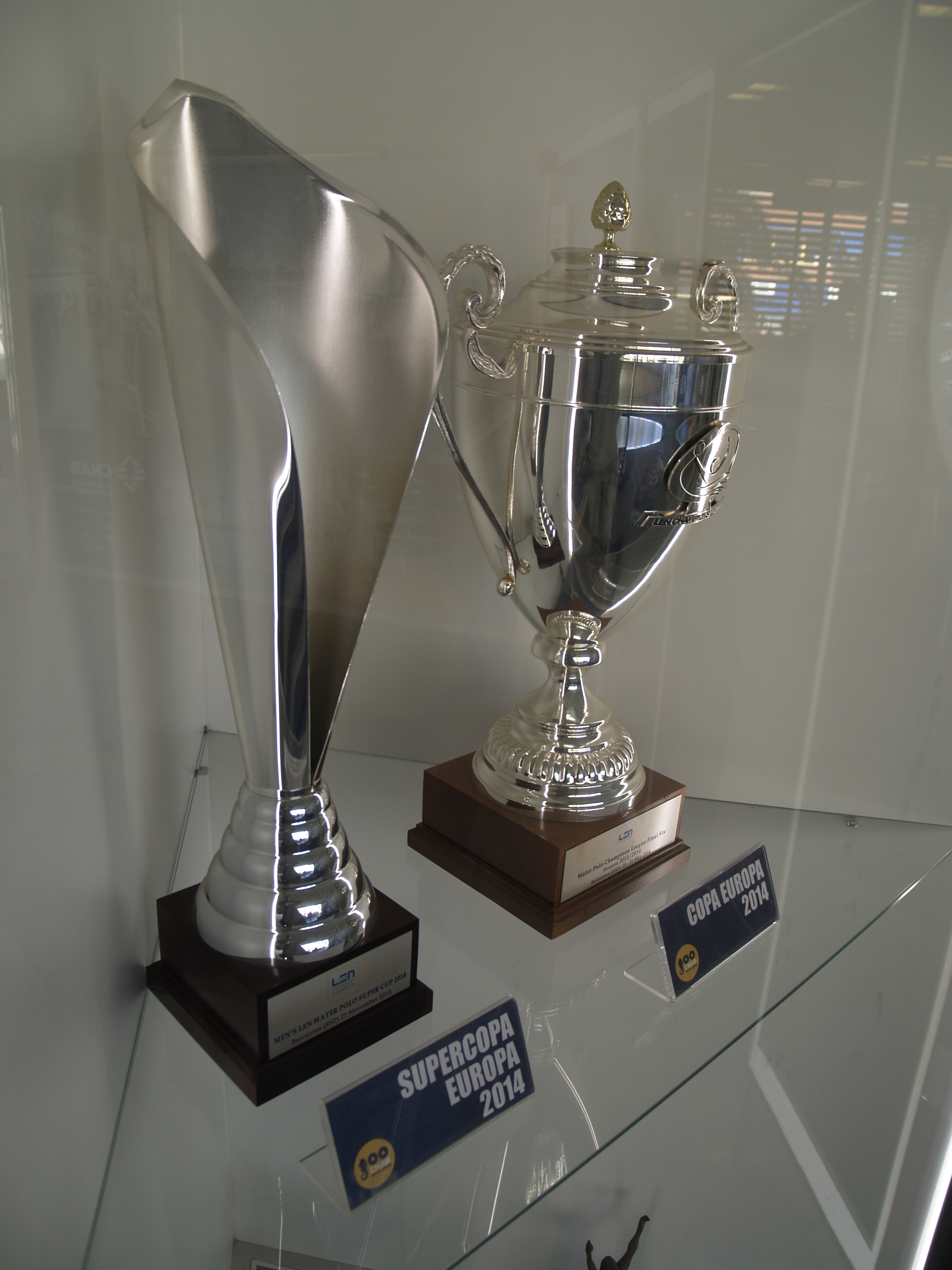
La Coppa dei Campioni e la Supercoppa Europea vinte nel 2014.

### Trofei nazionali
- Campionato spagnolo: 21

2000, 2001, 2002, 2004, 2005, 2007, 2008, 2009, 2011, 2012, 2014, 2015, 2016, 2017, 2018, 2019, 2021, 2022, 2023, 2025
- Copa de la Reina: 18

2001, 2002, 2004, 2005, 2008, 2009, 2010, 2011, 2012, 2013, 2014, 2015, 2017, 2018, 2019, 2020, 2021, 2023
- Supercopa de España: 12

2009, 2010, 2011, 2012, 2013, 2014, 2015, 2016, 2017, 2018, 2020, 2023

### Trofei internazionali
- LEN Euro League Women: 7

2011, 2013, 2014, 2016, 2019, 2023, 2024
- Supercoppa LEN: 5

2013, 2014, 2016, 2023, 2024